# Theodor von Cramer-Klett junior

Theodor von Cramer-Klett

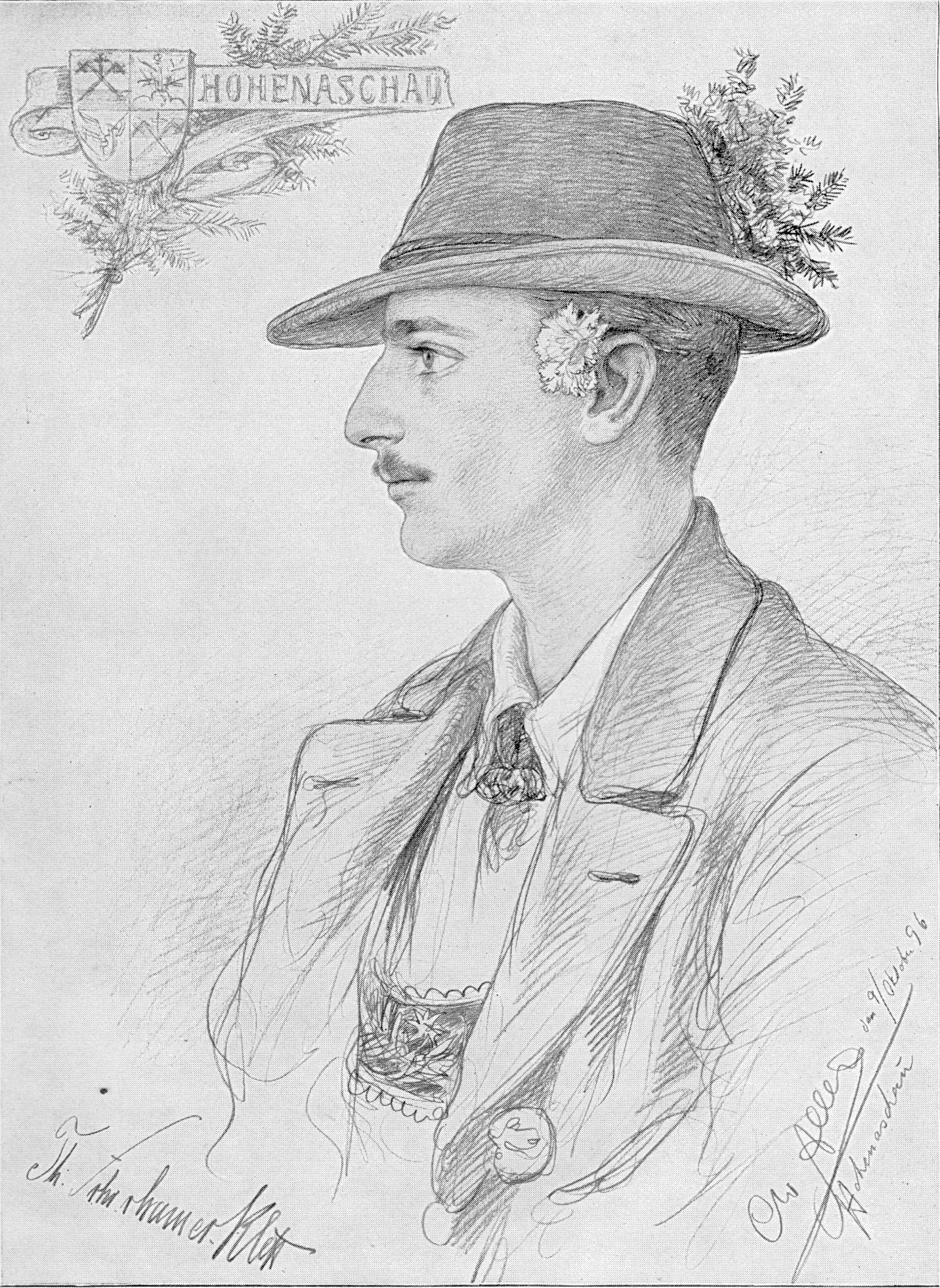
Theodor von Cramer-Klett, 1896

Theodor Freiherr von Cramer-Klett jun. (* 18. August 1874; † 30. Mai 1938 auf Schloss Hohenaschau), auch Theodor II. von Cramer-Klett, war ein deutscher Unternehmer, Mäzen und Reichsrat der Krone Bayerns. Nach seinem Übertritt zum römisch-katholischen Bekenntnis 1907 wurde er 1919 zum Päpstlichen Geheimkämmerer ernannt.

## Leben
Theodor von Cramer-Klett jun. war ein Sohn des Unternehmensgründers Theodor von Cramer-Klett und dessen zweiter Ehefrau Elisabeth geb. Curtze, Tochter einer Wormser Apothekerfamilie.  Sein Vater war zum Zeitpunkt der Geburt bereits 57 Jahre alt. Im Jahr nach der Geburt des Stammhalters erwarb der Vater die Herrschaft Hohenaschau mit dem Schloss Hohenaschau und ausgedehntem Grundbesitz von 5.448 Hektar  im Priental zur Bildung eines Familienfideikommisses. Daraufhin wurde er durch königliche Verfügung vom 8. Februar 1876 in den erblichen Freiherrnstand erhoben und 1878 zum erblichen Reichsrat der Krone Bayern ernannt. Einer der Erzieher von Theodor von Cramer-Klett junior war Theodor von Bomhard, Artillerie-Offizier und Divisions-Kommandant in Würzburg und Vater seines gleichnamigen Mitabiturienten.
Er besuchte ab 1887 das Münchner Maximiliansgymnasium und legte hier 1892 die Abiturprüfungen ab, unter anderem mit Alfred von Bary, Maximilian von Bodman und Hugo Reichenberger. Sein 1890 bis 1892 geführtes Tagebuch ist in der Bayerischen Staatsbibliothek erhalten. Anschließend studierte er Jura in München und Berlin und legte 1896 das 1. Staatsexamen in München ab. 1896/1897 gehörte er der Gesandtschaft Bayerns am Heiligen Stuhl an. Nach dem frühen Tod des Vaters (schon 1884) 1895 für volljährig erklärt, übernahm er dann das Unternehmen und den Sitz als Reichsrat der Krone Bayern. 1898 fusionierten die von seinem Vater maßgeblich erweiterte Maschinenbau-AG Nürnberg und die Maschinenfabrik Augsburg AG zur Vereinigten Maschinenfabrik Augsburg und Maschinenbaugesellschaft Nürnberg AG, der späteren Maschinenfabrik Augsburg-Nürnberg AG (MAN). An der Führung des neuen Unternehmens war Cramer-Klett jun. jedoch nicht mehr maßgeblich beteiligt. Stattdessen wirkte er in verschiedenen Aufsichtsräten (Maschinenfabrik Augsburg-Nürnberg, Bayerische Motorenwerke AG, Dresdner Bank, Süddeutsche Bodencreditbank) und widmete sich der Verwaltung und dem Ausbau des Besitzes um Hohenaschau.
Cramer-Klett war in einem romantischen Sinne national-konservativ eingestellt. Dass er sich als Mäzen in besonderer Weise verdient machte, ist wesentlich auf diese Grundhaltung zurückzuführen. Durch Spenden von Theodor von Cramer-Klett jun. wurden u. a. die Wiederbegründungen von Kloster Ettal, Kloster Plankstetten und Kloster Wessobrunn finanziell ermöglicht. 1918 stellte er Haus und Gelände in Aschau für ein „Krüppelheim“ zur Verfügung. Die Einrichtung besteht bis heute als Kind im Zentrum Chiemgau mit über 600 Mitarbeiterinnen und Mitarbeitern. Obwohl der hochdekorierte Scharfschütze Georg Mühlberger vor dem Krieg in seinen Revieren gewildert hatte, stellte er ihn nach dem Krieg als Wildhüter ein und verschaffte ihm später eine Anstellung im Staatsforst. Als Schlossherr von Schloss Hohenaschau nahm er von 1905 bis 1908 umfangreiche bauliche Veränderungen vor. Der Pfarrkirche Mariä Lichtmeß in Aschau stiftete er einen zweiten Turm sowie eine Erweiterung des Altarraums.
Theodor von Cramer-Klett stand der Weimarer Republik skeptisch bis ablehnend gegenüber. Anfang der 1920er Jahre trat er als Präsident der Wirtschaftlichen Aufbau-Vereinigung hervor, einer von 1920 bis 1924 bestehenden deutsch-russischen Organisation, die die Verbindung zwischen national-konservativen Deutschen und monarchistischen russischen Emigranten in Bayern aufrechterhielt. Sie wurde zeitweise von Max Erwin von Scheubner-Richter auch zur Finanzierung der NSDAP missbraucht. Cramer-Kletts eigene Haltung zu Adolf Hitler und zum Nationalsozialismus „wechselte zwischen Unterstützung der nationalsozialistischen Bewegung in den Anfangsjahren der völkischen Bewegung bis hin zu Anpassung und Opposition in der Zeit des Nationalsozialismus. Die Positionen des in erster Linie kirchentreuen Adeligen und finanzstarken Mannes waren vielschichtig.“
In der Hyperinflation der Jahre 1922 und 1923 verlor Theodor von Cramer-Klett junior einen großen Teil seines Vermögens. Er konnte 1932 den völligen finanziellen Zusammenbruch nur durch den Verkauf der Aschauer Waldungen an den bayerischen Staat vermeiden. Zur selben Zeit begann er mit dem Verkauf von Kunstwerken über die Galerie Fischer in Luzern. Das Familienpalais im Nürnberger Cramer-Klett-Park kam an die Stadt Nürnberg, die es Julius Streicher zum Geschenk machte. Nach Cramer-Kletts Tod war sein Sohn Ludwig Benedikt 1942 aus finanziellen Gründen gezwungen, Schloss Hohenaschau an das Deutsche Reich zu verkaufen.
Cramer-Klett war Mitglied in zahlreichen Vorständen, unter anderem 1900 bis 1918 in der „Bewegung zur Erhaltung der Volkstracht in Bayern“, im Katholischen Akademikerverband, sowie Oblat mehrerer Orden. Er war Ehrenmitglied der katholischen Studentenverbindung KStV Rheno-Bavaria München im KV.  1925 leitete er den 64. Deutschen Katholikentag in Stuttgart.

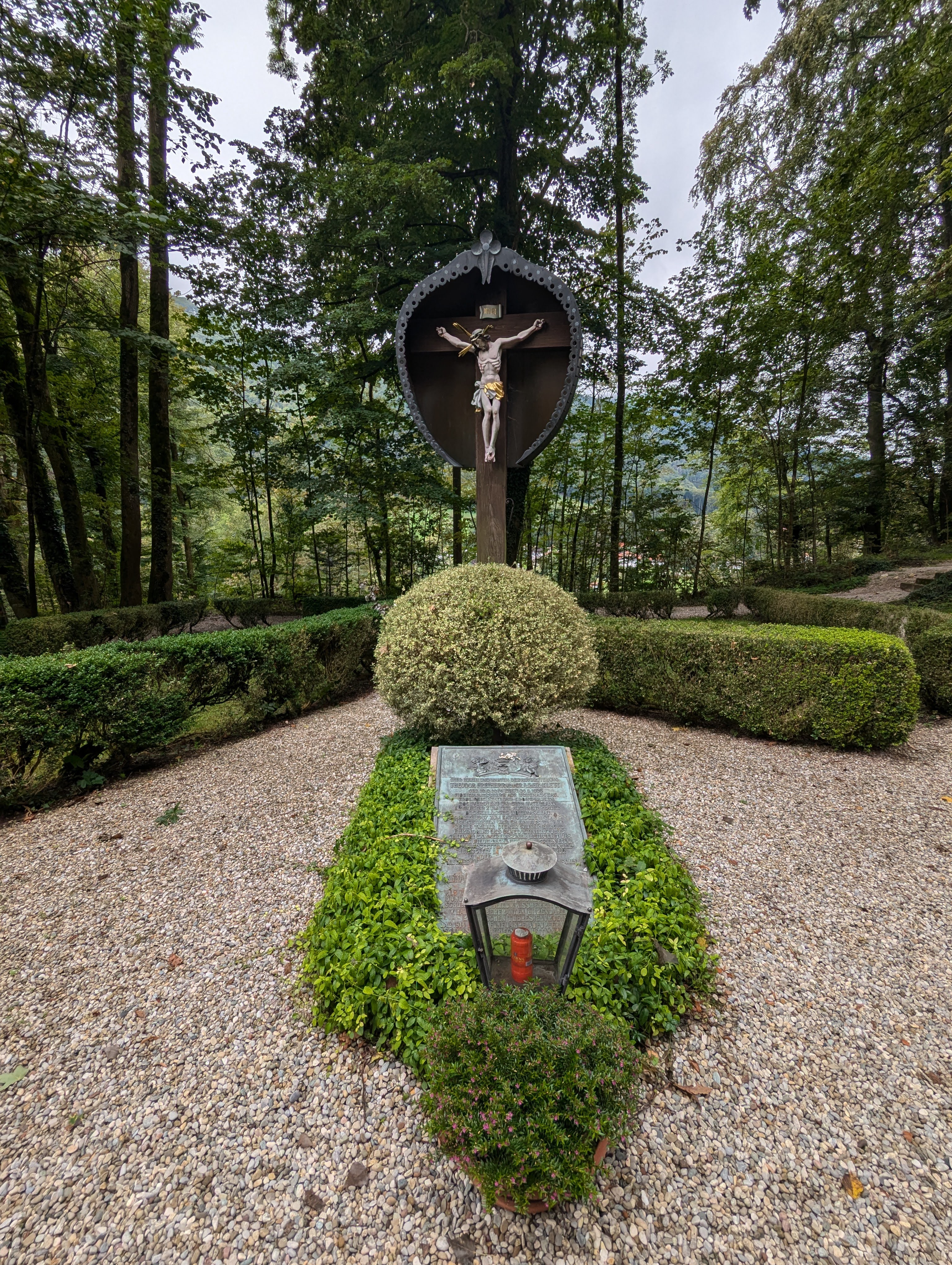
Grab von Theodor und Anna von Cramer-Klett auf dem Familienfriedhof am Schloss Hohenaschau

Seit 1903 war er mit Anna Chariklia, geb. Freiin von Würtzburg, der Erbin des Wasserschlosses und des Oberen Schlosses in Mitwitz bei Coburg, verheiratet. Das Paar hatte vier Kinder:
- Elisabeth (* 17. August 1904)
- Ludwig Benedikt (* 21. März 1906; † 15. August 1985), Jagdschriftsteller; dessen Tochter Margarethe wurde die zweite Ehefrau des Schauspielers Hans Clarin
- Regina (* 4. September 1907)
- Anne-Marie (* 5. März 1910)

## Auszeichnungen
- Verdienstorden der Bayerischen Krone, Ritter (1900)[8]
- Verdienstorden vom Heiligen Michael, II. Klasse mit Stern
- Prinzregent-Luitpold-Medaille in Silber
- Deutscher Orden, Marianer
- Gregoriusorden, Großkreuz
- Piusorden, Komtur mit Stern (1900)
- Königlich Bayerischer Kämmerer (1903)
- Päpstlicher Geheimkämmerer di spada e cappa (14. Oktober 1919)[9]

## Schriften
- Abt-Primas Fidelis von Strotzingen. In: Münchner Neueste Nachrichten vom 29. November 1925.
- Die Politik des Hl. Stuhles während der letzten vier Pontifikate und Zum Bayerischen Konkordat. In: Gelbe Hefte, 1. Jahrgang 1925.
- Die Entwicklung der katholischen Kirche in Deutschland während des 19. Jahrhunderts. Verlag Bayerischer Kurier, München 1926.
- Die Angelegenheit des Common Prayer Books in England und ihre Beziehung zur katholischen Kirche. In: Allgemeine Rundschau, 25. Jahrgang 1928.
- Aus dem Leben der Kirche. In: Wissen und Glauben, 25. Jahrgang 1928.

## Medien
- Klosterpioniere – Der romantische Stahlbaron – Dokumentation, 45 Minuten, Regie: Juri Köster